# Stazione di Bayside
La stazione di Bayside (Bayside railway station) è una stazione ferroviaria situata a Bayside, sobborgo di Dublino, in Irlanda. Fornisce servizio nel distretto di Bayside e Baldoyle, un piccolo centro costiero e fu aperta l'11 giugno 1973. Si trova lungo la linea Trans-Dublin della DART e i due binari sono accessibili mediante un sottopassaggio che conduce a un'unica piattaforma, situata in mezzo proprio ai due binari.

## Servizi
- Bar
- Servizi igienici
- Capolinea autolinee
- Biglietteria a sportello
- Biglietteria self-service
- Distribuzione automatica cibi e bevande
- Sottopassaggio